# 土屋光金
土屋光金（日语：／ Tsuchiya Mitsukane ?），1864年12月1日—1925年3月20日）大日本帝国海军军人、華族，出生于三河國岡崎藩 。最终军阶为海军中将。受封從四位、勋三等、功三级、男爵。

## 生平
土屋1864年12月1日出生于岡崎藩（今愛知縣），为明治时代陆军大将土屋光春长子。幼年就读于庆应义塾幼稚舍，1886年（明治19年）12月海軍兵學校12期毕业。
1888年（明治21年）1月，任海军少尉。
1891年（明治24年）12月，历任佐世保军港传令使、防护巡洋舰松島分队长、吴水雷队攻击部艇长等职务。
1894年（明治27年）7月，常備艦隊鱼雷艇队艇长。同年参加甲午战争，后任常备舰队第1鱼雷艇队艇长。
1895年（明治28年）7月，任吴水雷队攻击部艇长，后为水雷术练习所教官兼分队长。
1897年（明治30年）12月，晋升为海军少佐。
1898年（明治31年）3月，作为笠置的返航委员之一前往美国，并任笠置的水雷长。之后历任吴镇守府舰队参谋、军令部第2局员，并兼任陸軍大學校兵学教官。
1900年（明治33年）9月，晋升为海军中佐。
1903年（明治36年）9月，任常备舰队第3驱逐队司令。后改任第1驱逐队司令，参加了日俄战争。之后改任第三艦隊参谋。
1905年（明治38年）1月，晋升为海军大佐，任横须贺镇守府兼橫須賀海軍工廠舾装委员。4月任鱼雷母舰丰桥舰长，后历任马公要港部参谋长、秋津洲、装甲巡洋舰春日、战列舰相模、鹿島等各舰舰长、舞鹤海兵团长、横须贺镇守府参谋长。
1911年（明治44年）12月，晋升为海军少将，任舞鹤水雷团长。
1913年（大正2年）3月，任舞鹤水雷队司令，后历任吴水雷队司令、吴镇守府舰队司令、第三舰队司令、第1水雷战队司令。
1915年（大正4年）12月，晋升为海军中将，任第2水雷战队司令。
1916年（大正5年）4月，任大凑要港部司令。后加入海军将官会议。
1919年（大正8年）6月起待命。
1920年（大正9年）3月转入预备役。12月，因其父去世，土屋继承了其父的男爵爵位。
1922年（大正11年）3月起，任贵族院议员，参加了议会中的公正会派。
1925年（大正14年）3月20病逝，葬于东京多磨靈園。

## 荣勋
- 1891年（明治24年）1月29日 - 正八位[1]
- 1895年（明治28年）11月18日 - 勋六等单光旭日章[2]
- 1900年（明治33年）12月5日 - 正六位[3]
- 1904年（明治37年）11月29日 - 勋四等瑞宝章[4]
- 1905年（明治38年）2月14日 - 從五位[5]
- 1906年（明治39年）4月1日 - 功三級金鵄勳章、勋三等旭日中绶章、明治三十七八年从军纪念章[6]
- 1915年（大正4年）
  - 4月20日 - 從四位[7]
  - 11月7日 - 旭日重光章、大正三四年从军纪念章[8]

## 関連項目
- 大日本帝國海軍軍人列表